# Christian Dürr

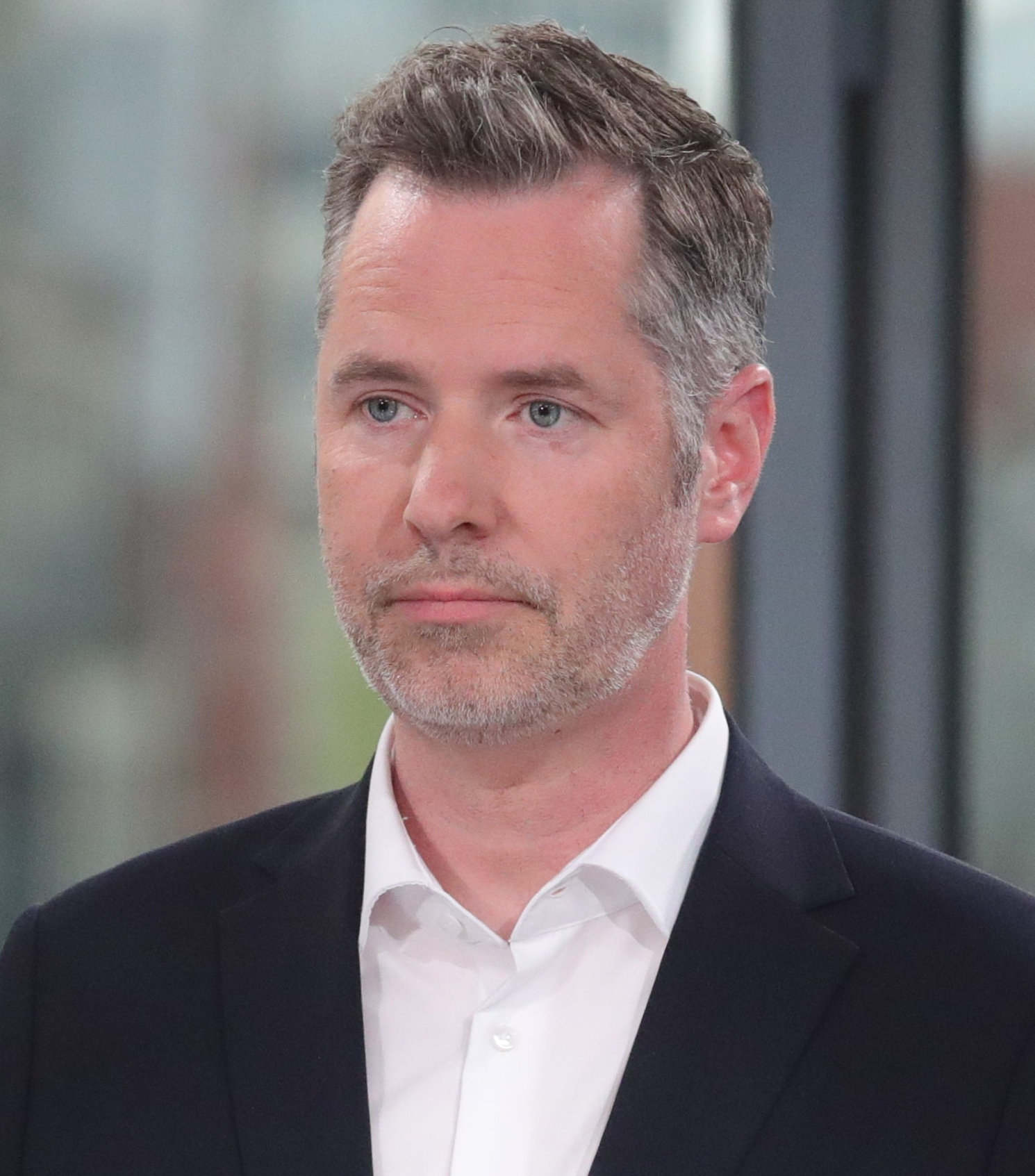
Christian Dürr, 2023

Christian Dürr (* 18. April 1977 in Delmenhorst) ist ein deutscher Politiker (FDP). Seit Mai 2025 ist er Bundesvorsitzender seiner Partei. Von 2017 bis 2025 war er Mitglied des Deutschen Bundestages und dort von Dezember 2021 bis März 2025 Vorsitzender der FDP-Bundestagsfraktion.

## Leben
Dürr besuchte Grundschule, Orientierungsstufe und das Gymnasium in Ganderkesee. Von 1993 bis 1994 war er als Austauschschüler an der Kingman High School in New Kingman-Butler, Arizona (USA). Nach dem Abitur 1997 absolvierte er zunächst einen 13-monatigen Zivildienst beim DRK-Blutspendedienst im Klinikum Bremen-Mitte, bis er im Jahr 1998 ein wirtschaftswissenschaftliches Studium an der Leibniz Universität Hannover mit den Schwerpunkten Unternehmensführung, Marketing und öffentliche Finanzen aufnahm. Das Studium beendete er 2007 als Diplom-Ökonom. Berufspolitiker wurde er 2003 mit seinem Einzug in den niedersächsischen Landtag.
Dürr wohnt in Ganderkesee, ist seit 2012 verheiratet und Vater zweier Kinder.

## Parteikarriere
Christian Dürr trat 1995 den Jungen Liberalen (JuLis) bei und war von 1997 bis 1999 Kreisvorsitzender der Jungen Liberalen Oldenburg-Land. 1998 wurde Dürr stellvertretender Landesvorsitzender der JuLis Niedersachsen und 2002 deren Landesvorsitzender.
Mitglied in der FDP ist Dürr seit 1996 und wurde 1997 Mitglied des Kreisvorstands der FDP Oldenburg-Land. 2003 übernahm er den stellvertretenden Kreisvorsitz. Darüber hinaus ist er seit April 2000 Mitglied im Landesvorstand Niedersachsen und seit Oktober 2001 Mitglied im Bezirksvorstand Oldenburg. Im Februar 2017 wurde er zum Vorsitzenden des Bezirksverbands Oldenburg gewählt. Ab 2011 war Dürr darüber hinaus Beisitzer im FDP-Bundesvorstand, gehörte ab 2013 dem Präsidium an und war Sprecher der Fraktionsvorsitzendenkonferenz.
Mitte März 2025 gab Dürr seine Kandidatur für den Parteivorsitz als Nachfolger des zurückgetretenen Christian Lindner bekannt, am 16. Mai 2025 wurde er auf dem Bundesparteitag in Berlin gewählt.

## Parlamentarische Tätigkeit
Dürr kandidierte 2003 erstmals im Wahlkreis Oldenburg-Land und war seitdem Mitglied des Niedersächsischen Landtags. 2003 erreichte die FDP in Dürrs Wahlkreis Oldenburg-Land 11,5 % (Erststimme Dürr: 7,9 %). 2008 konnte die FDP dort ein Ergebnis von 11,3 % (Erststimme Dürr: 11,2 %) und 2013 von 14,1 % (Erststimme Dürr: 6,0 %) erzielen. Dürr verzichtete 2017 bei den vorgezogenen Landtagswahlen in Niedersachsen auf eine erneute Bewerbung für ein Landtagsmandat aufgrund seiner Kandidatur zur Bundestagswahl 2017.
Dürr war von 2003 bis 2009 Mitglied im Umwelt- und Klimaausschuss sowie umweltpolitischer Sprecher der niedersächsischen FDP-Fraktion. Am 17. Februar 2009 wurde Dürr Nachfolger von Jörg Bode als parlamentarischer Geschäftsführer der FDP-Landtagsfraktion.
Am 27. Oktober 2009 folgte er wiederum Bode und übernahm dessen bisherige Aufgabe als FDP-Fraktionsvorsitzender im Niedersächsischen Landtag. Diese Position behielt er auch nach der Landtagswahl am 20. Januar 2013 und gab sie am 26. September 2017 nach seiner Wahl in den Deutschen Bundestag auf. Zu seinem Nachfolger wurde Stefan Birkner gewählt.
Seit 2013 war Dürr medienpolitischer Sprecher seiner Fraktion sowie Sprecher der FDP-Fraktionsvorsitzendenkonferenz. Er vertrat die FDP neben Horst Kortlang als stellvertretendes Mitglied im Ausschuss für Bundes- und Europaangelegenheiten, Medien und Regionalentwicklung des Niedersächsischen Landtags. Im Ausschuss zur Vorbereitung der Wahl der Mitglieder des Staatsgerichtshofs und im Ausschuss zur Vorbereitung der Wahl und der Zustimmung nach Artikel 70 Abs. 2 der Verfassung war er als Berater vertreten.

2017 kandidierte Dürr erstmals für den Deutschen Bundestag. Nach vier Jahren außerparlamentarischer Opposition erreichten die Freien Demokraten bei der Bundestagswahl 2017 ein Zweitstimmenergebnis von 10,7 % (+ 6,0 %) im Bund und 9,3 % (+ 5,1 %) in Niedersachsen, womit Dürr der Einzug in den Bundestag über Platz eins der niedersächsischen FDP-Landesliste gelang. In seinem Wahlkreis (28 / Delmenhorst – Wesermarsch – Oldenburg Land) lag das FDP-Zweitstimmenergebnis mit 10,1 % (+ 5,1 %) im zweistelligen Bereich und somit über dem Landesdurchschnitt. Dürr erhielt dort 9,0 % (+ 5,8 %) der Erststimmen. Am 25. September 2017, dem Tag nach der Bundestagswahl, wählten ihn die FDP-Bundestagsabgeordneten aus Niedersachsen zum Chef ihrer Landesgruppe. Dürr ist zudem Vorsitzender der Landesgruppe Nord der FDP-Bundestagsfraktion, die neben den Niedersachsen auch die liberalen Abgeordneten aus Schleswig-Holstein und Hamburg umfasst.

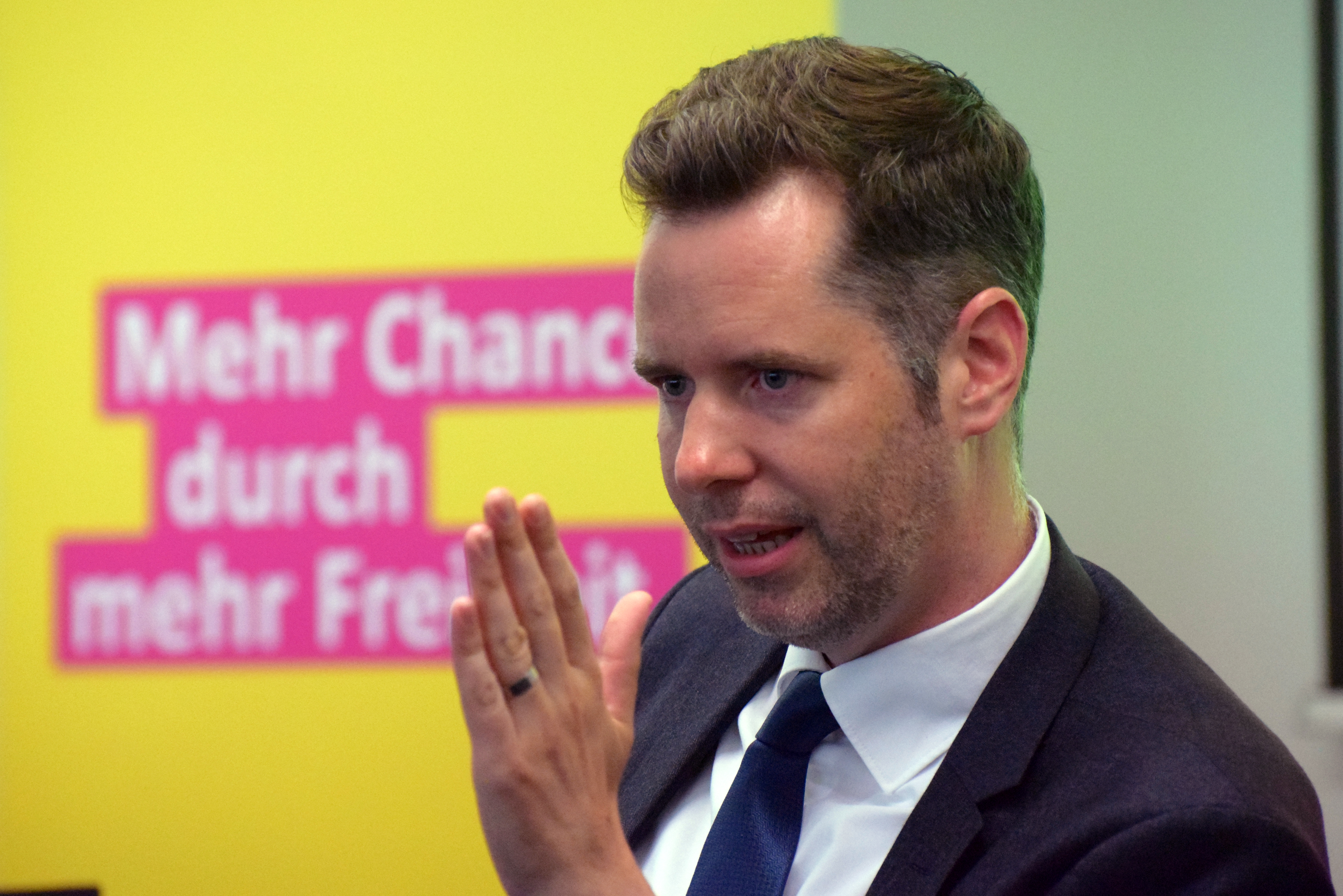
Christian Dürr bei einer Veranstaltung der Fraktionsvorsitzendenkonferenz der FDP, 2016

Am 20. Oktober 2017 wählte die FDP-Bundestagsfraktion Christian Dürr zu einem der stellvertretenden Fraktionsvorsitzenden. Er war dann zugleich Leiter des Arbeitskreises der Fraktion für Haushalt und Finanzen, stellvertretendes Mitglied im Haushaltsausschuss und im Finanzausschuss.
Am 7. Dezember 2021 wurde Dürr als Nachfolger von Christian Lindner zum Fraktionsvorsitzenden der FDP-Bundestagsfraktion im 20. Deutschen Bundestag gewählt.

## Mitgliedschaften
Er ist Mitglied in der Deutschen Parlamentarischen Gesellschaft, in der Europa-Union Deutschland, im Förderverein der Wirtschaftswissenschaftlichen Fakultät der Universität Hannover, in der Gesellschaft der Freunde der Rudolf-von-Bennigsen-Stiftung, im Liberalen Mittelstand, im Netzwerk 80, in der Parlamentarischen Vereinigung Niedersachsens und beim SV Werder Bremen.
Auf lokaler Ebene ist Dürr Mitglied im Orts- und Heimatverein Ganderkesee, im Orts- und Verkehrsverein Schönemoor, im Hospizkreis Ganderkesee, im Förderverein Stedingsehre Bookholzberg und im Freundeskreis Gymnasium Ganderkesee. Zusätzlich engagiert sich Dürr für die Initiative Pro A20.

## Sonstiges
Dürr war Mitglied der 14. Bundesversammlung am 30. Juni 2010 und der 15. Bundesversammlung am 18. März 2012, die den deutschen Bundespräsidenten gewählt haben.
Er wurde am 6. Dezember 2016 auf Vorschlag der FDP-Fraktion vom Niedersächsischen Landtag auch für die 16. Bundesversammlung am 12. Februar 2017 berufen.

## Positionen
Dürr möchte Deutschland zu einem führenden Land bei der Nutzung von Kernfusionsreaktoren zur Stromerzeugung machen. Er forderte, der Einsatz der Kernfusion müsse entbürokratisiert werden, und ein „Kernfusionsgesetz“. Es lasse sich nicht absehen, ob das erste Kernfusionskraftwerk in 10 oder 20 Jahren entstehe.
Dürr stellt den subsidiären Schutz von Geflüchteten infrage, die in Deutschland kein Asylrecht genießen.
In einem Interview mit der deutschen Fachzeitung Agrarzeitung erklärte Dürr, dass er eine wettbewerbsfähige und nachhaltige Landwirtschaft ohne Überregulierung fordert. Er kritisierte die ausufernde Bürokratie und betonte die Notwendigkeit, Landwirten mehr unternehmerische Freiheit zu gewähren: „Die Entscheidungen der unternehmerischen Landwirte, der Ernährungswirtschaft, sind aus ökologischer und natürlich auch ökonomischer Sicht viel besser als das, was Politiker sich ausdenken.“ Dürr sprach sich für neue Züchtungsmethoden und mehr Technologieeinsatz aus und lehnte eine Verbotspolitik ab: „Die Antwort muss lauten: Technologie öffnen.“
Er plädierte dafür, den CO₂-Emissionshandel auf alle Sektoren auszuweiten und das Verbrenner-Verbot sowie die Flottenregulierung für Autos abzuschaffen: „Wir halten das Verbrenner-Verbot und die Flottenregulierung für Autos für falsch. Beides muss weg.“ Zudem kritisierte er die Komplexität der Agrarförderung und forderte eine Vereinfachung sowie eine Reduzierung der Subventionen: „Grundsätzlich muss das Ziel sein, dass Landwirte unabhängiger von staatlicher Förderung werden.“ Dürr betonte die Notwendigkeit europaweit gleicher Wettbewerbsbedingungen im Tierschutz und warnte davor, dass hohe Standards die Produktion ins Ausland verlagern könnten: „Es ist nicht fair, durch sehr hohe Tierschutzstandards die Produktion hier abwandern zu lassen, die dann woanders aufgebaut wird.“
Im Gespräch mit den Journalisten Olaf Deininger und Patrick Pehl sagte Dürr, dass der European Green Deal und die Farm-to-Fork-Strategie der EU falsch seien und dass die FDP in Brüssel vieles verhindert habe. Er kritisierte die mangelnde Innovationsfreundlichkeit der Politik und forderte, den Landwirten mehr zuzutrauen, anstatt sie mit zusätzlichen Auflagen zu belasten. Dürr betonte, dass die Schwarmintelligenz aller Marktteilnehmer zentralen planwirtschaftlichen Entscheidungen überlegen sei und dass wirtschaftliches Wachstum die Voraussetzung für ökologischen Fortschritt darstelle.